# Lilla Slissjön
Lilla Slissjön är en sjö i Västerviks kommun i Småland och ingår i Botorpsströmmens huvudavrinningsområde.